# Рантолово
Рантолово (фин. Rantala) — упразднённая деревня на территории Всеволожского городского поселения Всеволожского района Ленинградской области.

## Географическое положение
Деревня находилась на юго-восточном краю Токсовской возвышенности, на границе с территорией Ржевского артиллерийского полигона.

## История
Впервые отдельная деревня под названием Рантолова упоминается на «Специальной карте Западной части Российской Империи» Ф. Ф. Шуберта 1832 года. Деревня насчитывала 30 крестьянских дворов. Являлась частью большой деревни 3-е Хепоярви.

ТРЕТЬЯ ХЕПОЯРВИ — деревня принадлежит Ведомству коменданта Санкт-Петербургской крепости, число жителей по ревизии: 277 м. п., 293 ж. п.. (1838 год)

Согласно «Списку населённых мест Российской Империи» 1862 года деревня называлась Ранделайзенмякки и была частью, принадлежащей Комендантскому ведомству, большой деревни 3-я Хипоярви, состоявшей из 117 дворов, при колодцах, 295 м. п., 325 ж. п., всего 620 человек. Кроме неё в 3-е Хипоярви входила также деревня Ханиземякки.
Согласно «Топографической карте частей Санкт-Петербургской и Выборгской губерний» в 1868 году деревня называлась Рантолова и насчитывала 23 крестьянских двора.
В 1885 году деревня Рантолова насчитывала уже 64 крестьянских двора

РАНДАЛАЙЗЕНМЯКИ (РАНДОЛОВО) — часть большой деревни Хипоярви-3, в состав которой входили также деревни: Сувемяки, Пелгоземяки (Пелгози), Вильполанмяки, Хяникяйземяки (Хяникяйзи), Волкова (Хаппола, Ханнолово), Мутсенмяки

РАНДОЛОВО — посёлок, на земле шестого сельского общества 23 двора, 62 м. п., 76 ж. п., всего 138 чел.. (1896 год)

В конце XIX — начале XX века деревня административно относилась к Токсовской волости 2-го стана Шлиссельбургского уезда Санкт-Петербургской губернии.
По данным «Памятной книжки Санкт-Петербургской губернии» за 1905 год деревня называлась Рандалово и входила в состав 3-го Хипоярвского сельского общества.

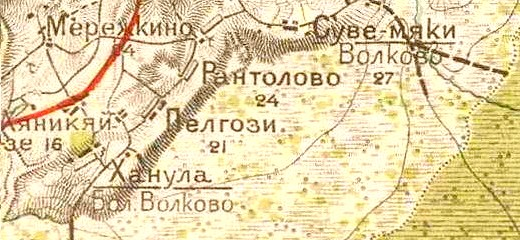
Деревня Рантолово на карте 1913 года

Согласно «Карте района манёвров» 1913 года деревня называлась Рантолово и насчитывала 24 крестьянских двора. Деревня относилась к лютеранскому приходу Токсова. Население деревни было исключительно финским.
По данным «Памятной книжки Санкт-Петербургской губернии» за 1914 год деревня также называлась Рантолово, в ней было организовано Рантоловское потребительское общество и действовали две земские школы. В первой преподавал учитель Ганс Томасович Хайгонен, во второй — учительница Мария Кажева.
С 1 марта 1917 года деревня Рандолово в составе Рандоловского сельсовета Токсовской волости Шлиссельбургского уезда.
С 1 февраля 1923 года в составе Ленинградского уезда.
С 1 февраля 1924 года в составе Кузьмоловского сельсовета.

РАНДОЛОВО — посёлок Кузьмоловского сельсовета, 34 хозяйства, 143 души.

Из них: русских — 1 хозяйство, 3 души; ингерманландцев — 33 хозяйства, 140 душ. (1926 год)

С 1 февраля 1927 года в составе Парголовской волости, с 1 августа в составе Парголовского района.
С 1 ноября 1928 года в составе Капитоловского сельсовета. В 1928 году население деревни Рантолово составляло 143 человека.
С 1 июля 1930 года в составе Куйвозовского финского национального района.

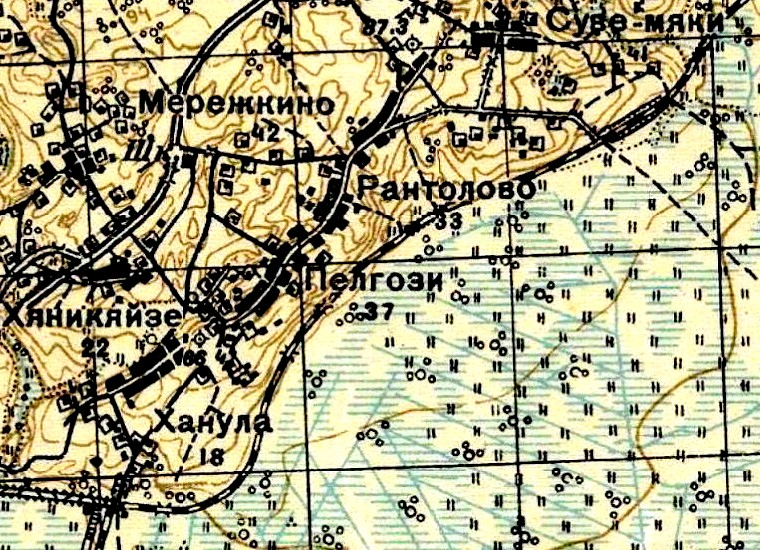
Деревня Рантолово на карте 1931 года

В 1931 году деревня насчитывала 33 двора.
По административным данным 1933 года деревня называлась Рандолова и относилась к Капитоловскому финскому национальному сельсовету Куйвозовского финского национального района.
С 1 марта 1936 года в составе Токсовского района. До середины 1936 года Рантолово являлось местом компактного проживания ингерманландских финнов. В течение мая—июля 1936 года жители деревни были выселены в восточные районы Ленинградской области. Выселение гражданского населения из приграничной местности осуществлялось в Бабаевский, Боровичский, Вытегорский, Кадуйский, Ковжинский, Мошенской, Мяксинский, Пестовский, Петриневский, Пришекснинский, Устюженский, Хвойнинский, Чагодощенский, Череповецкий и Шольский районы. В настоящее время они входят в состав Вологодской и Новгородской областей.
В последний раз деревня Рантолово была обозначена на карте «Ленинград с окрестностями» из Большого советского атласа мира издания 1939 года. По данным переписи населения 1939 года такой населённый пункт в составе Парголовского района уже не значится. На военно-топографической карте, съёмка которой производилась в 1939 году, деревня отсутствует. Однако в справочнике административно-территориального деления Ленинградской области по состоянию на 1 января 1939 года Рантолово числится деревней Токсовского сельсовета Парголовского района.
30 октября 1950 года деревня была упразднена на основании постановления Секретариата Президиума Верховного Совета РСФСР. В справочнике по административно-территориальному делению Ленинградской области дано пояснение: «после войны не восстановлена».
Сейчас — урочище Рандолово.

## Томас Сузи
Деревня Рантолово является родиной известного советского лётчика-испытателя, соратника Валерия Чкалова — Томаса Сузи (1901—1939).
В 1930 году Томас Сузи был назначен на должность лётчика-инструктора в НИИ ВВС, затем командира отряда. Первым в СССР в истребителе с открытой кабиной, без кислородного прибора, теряя сознание, достиг высоты 8000 метров.
В 1932 году он побил мировой рекорд, возглавив группу самолётов из трёх Р-6, одного Р-5 и одного И-4 в длительном перелёте на высоте 5000 метров по маршруту Москва — Харьков — Москва.
В 1933 году, во время испытаний авиапушки АПК-3бис произошла авария, но Т. П. Сузи сумел успешно посадить повреждённый самолёт. В том же году он был назначен командиром и военным комиссаром 116-й отдельной истребительной эскадрильи особого назначения, которая выполняла спецзадания НИИ ВВС РККА. Лётчики эскадрильи испытывали новые самолёты и авиационные приборы в сложных условиях. Эскадрилья базировалась в Переяславле и подчинялась непосредственно наркому обороны К. Е. Ворошилову. Её лётчики участвовали в воздушных парадах проходивших над Тушинским аэродромом.
В 1934 году провёл государственные испытания самолёта И-14. Затем на истребителе И-5 участвовал в испытаниях «Звена-2А» (тяжёлый бомбардировщик ТБ-3 и три истребителя И-5).
В 1937 году назначен начальником лётно-испытательной станции авиазавода № 21. Проводил испытания опытного истребителя И-16-6.
В 1938 году поднял в воздух конкурсный вариант многоцелевого самолёта «Иванов» Н. Н. Поликарпова.
В 1939 году проводил государственные испытания самолёта И-180-2. Участник парада в честь Дня Воздушного флота, причём накануне, во время генеральной репетиции у его И-180 отказал двигатель и он был вынужден совершить аварийную посадку.
5 сентября 1939 года погиб в авиакатастрофе во время испытания истребителя И-180-2. Ранее, во время первого испытательного полёта истребителя этой модели, погиб Валерий Чкалов.

### Награды
- Орден Ленина (29.10.1933) — «в ознаменование 15-летия Всесоюзного Ленинского коммунистического союза молодёжи», как «крепкий волевой командир, энтузиаст лётного дела».
- Орден «Знак Почёта» (14.05.1936) — «за организацию и проведение образцового порядка в день первомайского парада и демонстрации»[27]

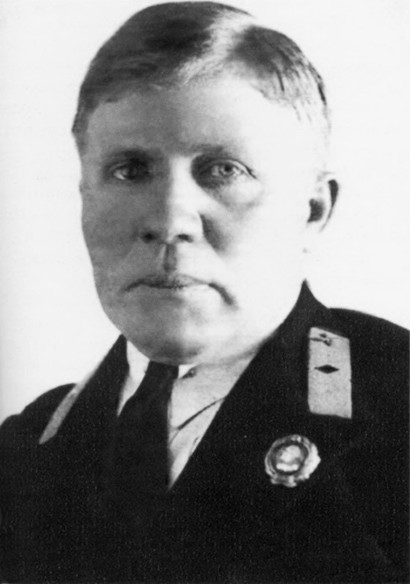
Томас Сузи. 1933 год